# Gunnar Berggren
Gunnar Alf Erik Berggren (26 gennaio 1908 – 2 settembre 1983) è stato un pugile svedese.

## Palmarès
- Giochi olimpici

Amsterdam 1928: bronzo nei pesi leggeri.
- Europei

Berlino 1927: argento nei pesi leggeri.